# Iglesiarrubia
Iglesiarrubia – gmina w Hiszpanii, w prowincji Burgos, w Kastylii i León, o powierzchni 15,02 km². W 2011 roku gmina liczyła 49 mieszkańców.